# Elsa Svensson (konstnär)
Elsa Anna Emilia Svensson, född 24 juni 1908 i Vimmerby, död 13 mars 1997 i Bromma, var en svensk målare och tecknare.
Hon var dotter till lantbrukaren Johan Albert Holst och Emilia Charlotta Johansdotter och från 1934 gift med banktjänstemannen Sven Gerhard Svensson. Hon studerade vid Pernbys målarskola i olika perioder 1951–1958 och under studieresor till bland annat Frankrike, Spanien, Italien, Jugoslavien och Portugal. Separat ställde hon ut på bland annat Galerie S:t Nikolaus i Stockholm 1960 och 1964 och i samlingsutställningar med olika konstföreningar. Elsa Svensson är begravd på Solna kyrkogård.